# Senses of Cinema
Senses of Cinema é uma revista eletrônica de crítica de cinema, fundada em 1999 pelo cineasta Bill Mousoulis com base em Melbourne, na Austrália.
O sítio possui análises críticas de filmes de todo o mundo, e conta entre seus contribuidores e editores com vários cineastas e pesquisadores como Scott Murray, Dušan Makavejev, Edgar Morin e outros.
O sítio ainda mantém uma base de dados sobre os grandes diretores.